# Pandanus apiculatus
Pandanus apiculatus är en enhjärtbladig växtart som beskrevs av Elmer Drew Merrill. Pandanus apiculatus ingår i släktet Pandanus och familjen Pandanaceae. Inga underarter finns listade.